# Heiligenfeld Kliniken

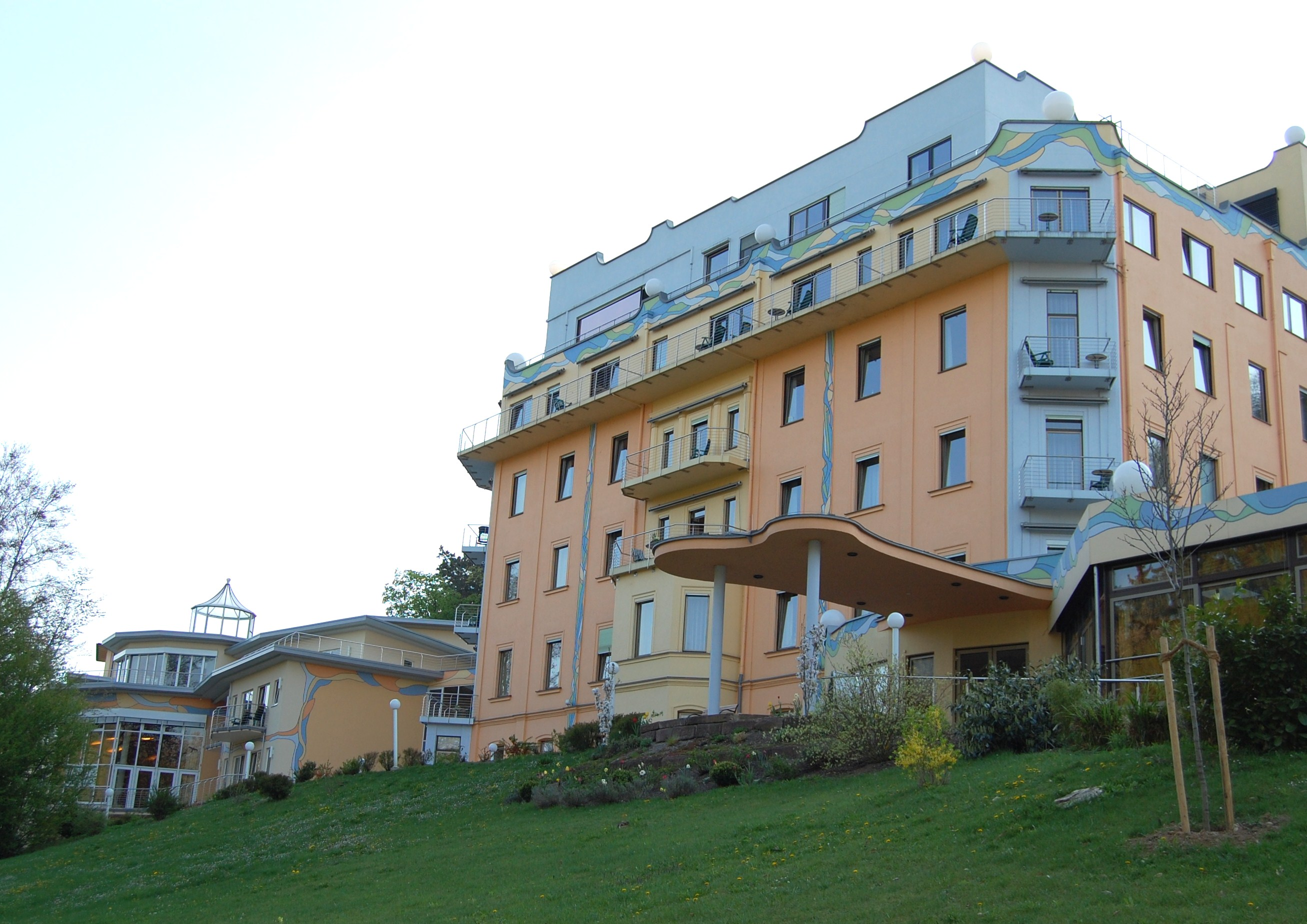
Die Parkklinik Heiligenfeld

Die Heiligenfeld Kliniken sind eine Klinikgruppe mit dem Schwerpunkt auf psychosomatischer Behandlung. Der Hauptsitz befindet sich in Bad Kissingen.
Zur Unternehmensgruppe gehören insgesamt neun Kliniken an fünf Standorten in Deutschland: Bad Kissingen, Bad Wörishofen, Berlin, Uffenheim und Waldmünchen. Acht davon sind Fachkliniken mit dem Schwerpunkt Psychosomatische Medizin und Psychotherapie – darunter eine Familienklinik. Ergänzt wird das Angebot durch eine orthopädische und internistische Rehabilitationsklinik und eine eigene Akademie.
Die Unternehmensgruppe der Heiligenfeld GmbH setzt sich zusammen aus der Heiligenfeld Kliniken GmbH, der Heiligenfeld Immobilien GmbH und der Bömmel Bau GmbH. Sie beschäftigt rund 985 Mitarbeitende (2025).

## Behandlungsschwerpunkte
In den psychosomatischen Kliniken werden Menschen mit psychischen und psychosomatischen Erkrankungen behandelt – darunter Depressionen, Angststörungen, Burnout-Folgeerkrankungen, posttraumatische Belastungsstörungen und Essstörungen.
Ein Fokus liegt auf der Behandlung besonders belasteter Berufs- und Personengruppen: Menschen in ärztlichen und therapeutischen Berufen, Beamtinnen und Beamten im Vollzug, Führungskräfte und Selbstständige, Lehrkräfte, Menschen in helfenden und sozialen Berufen, Studierende sowie Verwaltungsbeamtinnen und -beamten.
Die Familienklinik in Bad Wörishofen ist auf das Konzept der psychodynamisch-systemischen (Familien)Therapie spezialisiert.
Das Heiligenfeld Zentrum für tierbegleitete Therapie in Bad Kissingen ermöglicht eine psychosomatische stationäre Behandlung in Begleitung von Haustieren (Hund, Katze oder Kleintier).

## Geschichte
1990 wurde Joachim Galuska ärztlicher Partner des Hoteliers Fritz Lang. Das Hotel und Restaurant Fürst Bismarck in Bad Kissingen wurde zur Fachklinik Heiligenfeld für Psychosomatische Medizin umgebaut. Im Jahr 2002 entstand in Bad Kissingen durch die Übernahme des Landhauses Baunach und des Sanatoriums Diana die Parkklinik Heiligenfeld für psychische und psychosomatische Erkrankungen. Ebenfalls 2002 wurde die Akademie Heiligenfeld gegründet, die seitdem Veranstaltungen zur persönlichen, fachlichen und spirituellen Entwicklung anbietet, darunter auch der jährlich stattfindende Heiligenfeld Kongress.
2006 übernahm die Unternehmensgruppe eine Klinik in der Oberpfalz und spezialisiert sich dort zunächst auf die psychosomatische Behandlung von Kindern, Jugendlichen und deren Eltern. Die Einrichtung wurde in Heiligenfeld Klinik Waldmünchen umbenannt. Seit 2024 werden dort Erwachsene behandelt, während die Familienklinik in Bad Wörishofen weitergeführt wird.
Die nahe der Parkklinik Heiligenfeld gelegene Luitpold-Klinik wurde 2007 als Luitpoldklinik Heiligenfeld in die Gruppe aufgenommen und bietet Rehabilitationsmaßnahmen in den Bereichen Orthopädie, Innere Medizin, Onkologie und Uroonkologie an. Durch die Übernahme des Kurhotels Kissinger Hof entstand 2011 die Rosengartenklinik Heiligenfeld für psychosomatische Rehabilitation.
2013 wurde die Heiligenfeld Klinik Uffenheim GmbH gegründet. Nach Umbau der ehemaligen Uffenheimer Kreisklinik eröffnete dort 2014 eine weitere Heiligenfeld Klinik. Im selben Jahr wurde außerdem das Zentrum für Tierbegleitete Therapie in Bad Kissingen eingerichtet, das Patientinnen und Patienten die Mitaufnahme ihres Haustieres im Rahmen der stationären Therapie ermöglicht. 2017 eröffnete die Heiligenfeld Klinik Berlin mit stationärem und teilstationärem Angebot für psychosomatische Erkrankungen auf dem Gelände des Unfallkrankenhauses Berlin. In Bad Wörishofen wurde 2021 das traditionsreiche Kneippianum zur Heiligenfeld Klinik Bad Wörishofen umgebaut. 2024 kam das nahegelegene Sebastianeum hinzu. Während dort seit 2024 die erwachsenen Patientinnen und Patienten behandelt werden, ist im Kneippianum die Familienklinik untergebracht.

## Übersicht der Kliniken
- Parkklinik Heiligenfeld: Privatklinik für psychische und psychosomatische Erkrankungen
- Fachklinik Heiligenfeld: Fachkrankenhaus für Psychosomatische Medizin und Psychotherapie
- Rosengartenklinik Heiligenfeld: Fachklinik für psychosomatische Rehabilitation
- Luitpoldklinik Heiligenfeld: Fachklinik für somatische Rehabilitation
- Heiligenfeld Klinik Berlin: Fachklinik und Tagesklinik für psychische und psychosomatische Erkrankungen
- Heiligenfeld Klinik Uffenheim: Fachkrankenhaus für Psychosomatische Medizin und Psychotherapie
- Heiligenfeld Klinik Waldmünchen: Fachkrankenhaus für Psychosomatische Medizin und Psychotherapie
- Heiligenfeld Klinik Bad Wörishofen: Fachkrankenhaus für Psychosomatische Medizin und Psychotherapie
- Heiligenfeld Familienklinik Bad Wörishofen: Fachkrankenhaus für Familien, Eltern, Kinder, Jugendliche und Erwachsene[14]

## Einordnung und Kritik
Die Heiligenfeld Kliniken verfolgen ein ganzheitliches, humanistisches Therapiekonzept. Der individuelle Behandlungsplan umfasst psychodynamische, verhaltenstherapeutische und traumatherapeutische Ansätze sowie kreativ- und körpertherapeutische Verfahren. Auf Wunsch werden auch spirituelle Aspekte einbezogen – jedoch ausdrücklich ohne Bezug zu Esoterik oder Religiosität. Die klinische Arbeit ist wissenschaftlich fundiert und erfolgt in enger Zusammenarbeit mit der Forschung. Für Patientinnen und Patienten ohne spirituelle Nähe stehen die klassischen psychotherapeutischen und kreativtherapeutischen Angebote zur Verfügung.
Ein zentrales Element der Behandlung in den Heiligenfeld Kliniken ist die Gruppentherapie. Dadurch erhalten gesetzlich Versicherte im Vergleich zur ambulanten Psychotherapie weniger Einzelgespräche. Ein direkter Vergleich mit ambulanter Einzeltherapie ist jedoch nicht sinnvoll, da stationäre und ambulante Settings unterschiedliche Zielsetzungen und Strukturen aufweisen. Gruppentherapie kann etwa im Bereich sozialer Kompetenzen besonders wirksam sein. Privatversicherte erhalten in der Parkklinik Bad Kissingen oder der Privatabteilungen der Heiligenfeld Klinik Berlin und Bad Wörishofen – abhängig vom Versicherungsumfang – ein erweitertes Einzeltherapieangebot. Wie in jeder Klinik kann es zu Therapeutenwechseln oder krankheitsbedingten Ausfällen kommen.